# تایلا-جی ولاژنیک
تایلا-جی ولاژنیک (سیریلیک صربی: Таjла Џеj Влаjнић؛ زادهٔ ۶ نوامبر ۱۹۹۰) بازیکن فوتبال اهل استرالیا است.
از باشگاه‌هایی که در آن بازی کرده‌است می‌توان به باشگاه فوتبال ملبورن سیتی اشاره کرد.
وی همچنین در تیم ملی فوتبال Serbia بازی کرده‌است.